# ShopBack
ShopBack (укр. ШопБек)— це фінтех додаток, що дозволяє здійснювати покупки за схемою Купуйте зараз, платіть пізніше. Окрім цього, за кожну транзакцію, платформа відшкодовує відсоток грошових коштів (кешбек) користувачам. Додаток доступний в Азіатсько-Тихоокеанському регіоні та налічує понад 5 мільйонів користувачів. Він дозволяє покупцям отримувати невеликий відсоток від своїх покупок на платформі в Інтернеті, сплачені продавцем через партнерські програми . Платформа також пропонує купони та коди ваучерів.
Зараз він є партнером понад 1300 брендів з усього світу, включаючи інтернет-фірми Amazon, Booking.com, eBay, ASOS, Blibli.com, Alibaba.
ShopBack доступний у 7 країнах, включаючи Сінгапур, Австралію, Тайвань, Малайзію, Індонезію, Філіппіни та Таїланд.

## Фінансування
За перший тур фінансування, ShopBack зібрав понад 500 000 доларів США.  З того часу в компанії відбувається швидке зростання  . У березні 2015 року ShopBack отримав додаткове інвестиційне фінансування у розмірі 600 000 доларів США. 
Сьогодні ShopBack в середньому складає замовлення кожні 2 секунди, щорічна цифра продажів перевищує 500 мільйонів доларів США та 5 мільйонів користувачів на початку 2018 року.
У квітні 2019 року ShopBack оголосив, що закрив раунд на 45 мільйонів доларів на чолі з новими інвесторами Rakuten Capital та EV Growth, довівши їх загальне фінансування до 85 мільйонів доларів.   

## ShopFest
ShopBack ShopFest  - це щорічна подія, яка проводиться у партнерстві між брендами електронної комерції та ShopBack. По всьому регіону APAC, ShopFest збирає основні торгові події протягом сезону продажу на кінець року.